# 西迪阿里邁拉勒

35°33′48″N 1°13′32″E / 35.56333°N 1.22556°E
西迪阿里邁拉勒（阿拉伯语：‎），是阿爾及利亞的城鎮，位於該國北部提亞雷特省，由瓦迪利利區負責管轄，面積138平方公里，海拔高度563米，2008年人口7,193，人口密度每平方公里52人。